# Cosmasterias
Genre
Cosmasterias est un genre d'étoiles de mer de la famille des Stichasteridae.

## Liste des genres
Selon World Register of Marine Species (21 janvier 2015) :
- Cosmasterias alba (Bell, 1891) -- nomen dubium (Patagonie ?)
- Cosmasterias dyscrita H.L. Clark, 1916 -- Nouvelle-Zélande et Australie proche
- Cosmasterias felipes (Sladen, 1889) -- Afrique du Sud
- Cosmasterias lurida (Philippi, 1858) -- du Chili à l'Antarctique

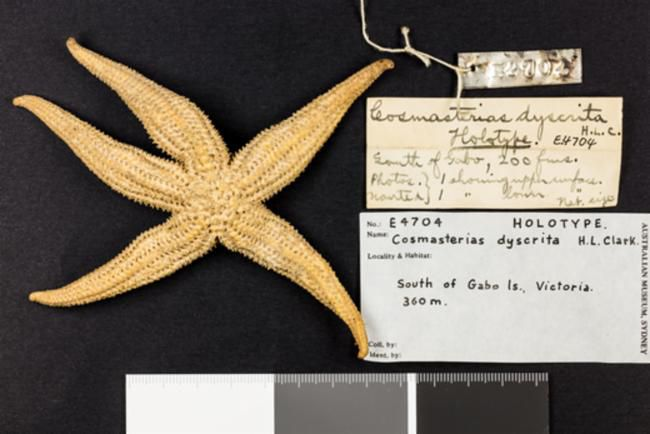
Cosmasterias dyscrita.
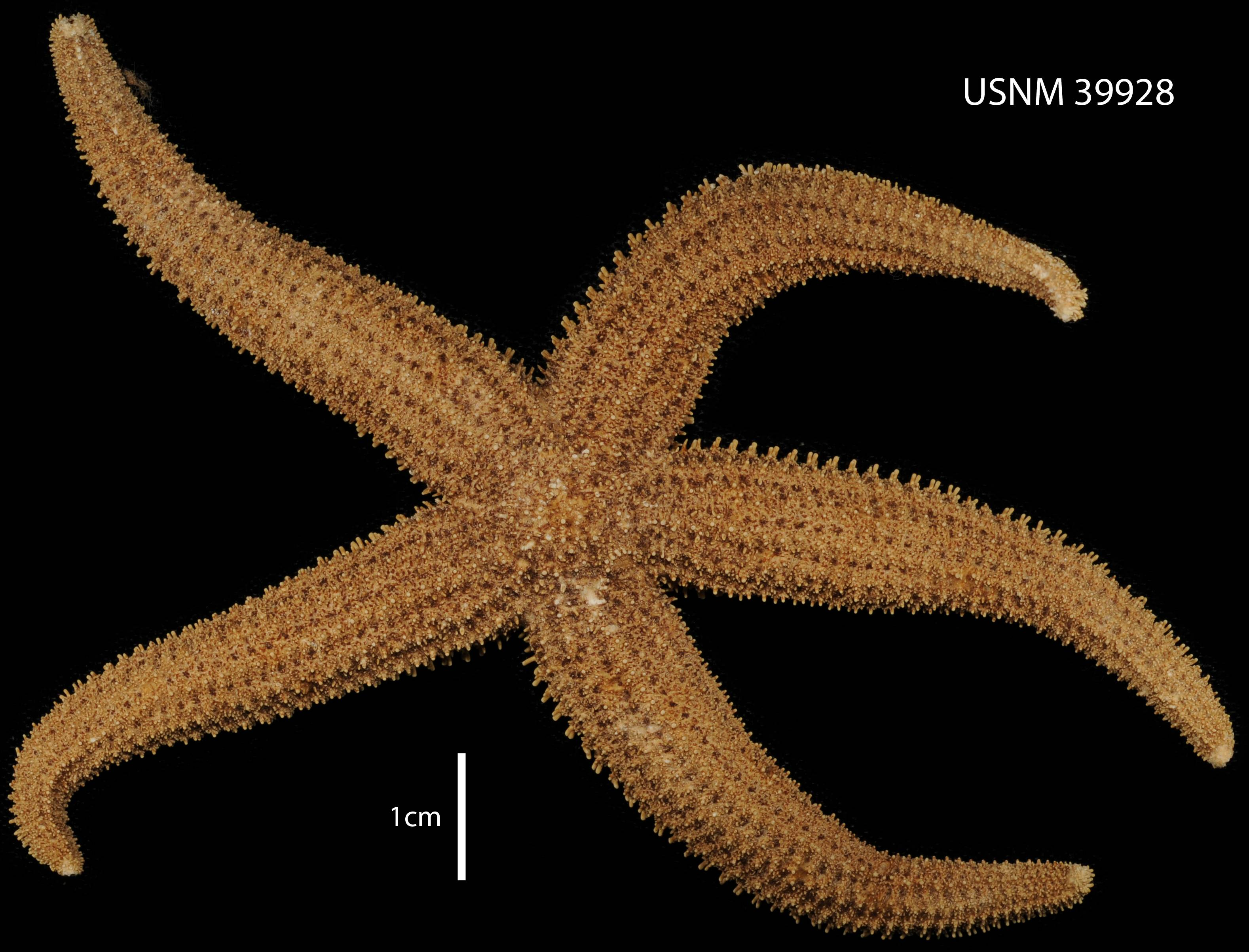
Cosmasterias lurida.